# 5x Comédia
5X Comédia é uma série de televisão antológica de comédia brasileira criada por Monique Gardenberg, lançada em 25  de março de 2021 e exibida pela Amazon Prime Video. É uma adaptação da franquia teatral homônima criada por Sylvia Gardenberg. 
Concebida como uma série limitada de cinco episódios, a produção conta com histórias independentes e sua primeira temporada conta com episódios protagonizados por Gregório Duvivier, Rafael Portugal, Martha Nowill, Yuri Marçal e Thati Lopes. E a segunda temporada conta com protagonismo de Lázaro Ramos, Ingrid Guimarães, Fabiana Karla, Fernanda Paes Leme e o retorno de Rafael Portugal como outro personagem.

## Sinopse
A série apresenta cinco episódios independentes com histórias que tomam como ponto de partida a quarentena provocada pela pandemia de COVID-19.

## Elenco

### 1.ª Temporada
| Ator/Atriz             | Personagem              | Episódio         |
| ---------------------- | ----------------------- | ---------------- |
| Gregório Duvivier      | João                    | 1: Hipocondríaco |
| Katiuscia Canoro       | Esther                  | 1: Hipocondríaco |
| Guida Vianna           | mãe de João             | 1: Hipocondríaco |
| Patrícia Saravy        | Patrícia                | 1: Hipocondríaco |
| Vinicius Calderoni     | Inácio                  | 1: Hipocondríaco |
| Pepe Canoro            | Martim                  | 1: Hipocondríaco |
| Ilana Kaplan           | Julita                  | 1: Hipocondríaco |
| Renata Melo            | Sônia                   | 1: Hipocondríaco |
| Clarice Rocha          | Tatá                    | 1: Hipocondríaco |
| Julia Konrad           | Voz do app de meditação | 1: Hipocondríaco |
| Rafael Portugal        | Zezinho                 | 2: Colapso       |
| Samantha Schmütz       | Maria                   | 2: Colapso       |
| Gabriel Godoy          | Edgar                   | 2: Colapso       |
| Gabriel Louchard       | Ramirez                 | 2: Colapso       |
| Jasmin Cortez          | Atendente               | 2: Colapso       |
| Sergio Maciel          | Jorginho                | 2: Colapso       |
| Martha Nowill          | Cláudia                 | 3: Sexo Online   |
| Luiz Braga             | Chico                   | 3: Sexo Online   |
| Paula Burlamaqui       | Grace Fonda             | 3: Sexo Online   |
| Paulo César Peréio     | Cliente                 | 3: Sexo Online   |
| Caio Horowicz          | Cleinte chapado         | 3: Sexo Online   |
| Cauê Campos            | Cliente adolescente     | 3: Sexo Online   |
| Maria Manoella         | Cliente mulher          | 3: Sexo Online   |
| Nilton Bicudo          | Cliente careca          | 3: Sexo Online   |
| Rodrigo Pandolfo       | Chefe                   | 3: Sexo Online   |
| Charly Braun           | Conhecido               | 3: Sexo Online   |
| Jiddu Pinheiro         | Cliente                 | 3: Sexo Online   |
| Pedro Akira Pinheiro   | Caio                    | 3: Sexo Online   |
| Ligia Yamaguti         | mãe de Caio             | 3: Sexo Online   |
| Yuri Marçal            | Robinson                | 4: Cinderela     |
| Roberta Rodrigues      | Jacqueline              | 4: Cinderela     |
| Drayson Menezzes       | Príncipe                | 4: Cinderela     |
| Juan Andrade           | Sobrinho de Robinson    | 4: Cinderela     |
| Emicida                | Ele mesmo               | 4: Cinderela     |
| Giulia Gam             | Ela mesma               | 4: Cinderela     |
| João Seu Pimenta       | Bahia                   | 4: Cinderela     |
| Adilson Rodrigues      | Pai de Robinson         | 4: Cinderela     |
| Bruce Rodrigues        | Irmão de Robinson       | 4: Cinderela     |
| Eliane Rodrigues       | Mãe de Robinson         | 4: Cinderela     |
| Theo Andrade Rodrigues | Sobrinho de Robinson    | 4: Cinderela     |
| Thati Lopes            | Gabi                    | 5: Sem Saída     |
| Victor Lamoglia        | Lucas                   | 5: Sem Saída     |
| Luiz Henrique Nogueira | Jonas Catão             | 5: Sem Saída     |
| Vilma Melo             | Regina                  | 5: Sem Saída     |

### 2.ª Temporada
A Atriz 
| Ator/Atriz            | Personagem                 | Episódio                      |
| --------------------- | -------------------------- | ----------------------------- |
| Lázaro Ramos          | Daluz                      | 1: Amor em Tempos de Pets     |
| Luana Martau          | Eulália                    | 1: Amor em Tempos de Pets     |
| Camilla de Lucas      | Daiane Lopes               | 1: Amor em Tempos de Pets     |
| George Sauma          | Pablo Salvador             | 1: Amor em Tempos de Pets     |
| Ingrid Guimarães      | Laura Lis                  | 2: Toda Errada                |
| Luísa Perissé         | Maria Laura                | 2: Toda Errada                |
| Pequena Lo            | Lorraine                   | 2: Toda Errada                |
| Lindsay Paulino       | Maurício (Mau)             | 2: Toda Errada                |
| Narcisa Tamborindeguy | Narcisa Tamborindeguy      | 2: Toda Errada                |
| Noemia Oliveria       | Bruna Rodrigues            | 2: Toda Errada                |
| Rafael Portugal       | Geraldo                    | 3: A vida é um jogo           |
| Agley Augusto         | Geraldo Júnior             | 3: A vida é um jogo           |
| Fabiana Karla         | Candida                    | 4: A Batalha das Sobrancelhas |
| Rafael Uccman         | Carlinhos                  | 4: A Batalha das Sobrancelhas |
| Majur                 | Imperatriz                 | 4: A Batalha das Sobrancelhas |
| Galba Gogóia          | Fabi                       | 4: A Batalha das Sobrancelhas |
| Priscila Castello     | Natasha                    | 4: A Batalha das Sobrancelhas |
| Bene                  | Hugo Broder                | 4: A Batalha das Sobrancelhas |
| Jorge Hissa           | Cézar                      | 4: A Batalha das Sobrancelhas |
| Daniela Fontan        | Rochelle Rocha             | 4: A Batalha das Sobrancelhas |
| Fernanda Paes Leme    | Aisha                      | 5: Mal Me Quer                |
| Flávia Reis           | Josefina                   | 5: Mal Me Quer                |
| Monique Alfradique    | Brunielle Fraci dos Santos | 5: Mal Me Quer                |

## Produção
A série começou a ser idealizada em março de 2020, no início da pandemia do coronavírus. Segundo a chefe de produções de conteúdos originais da Amazon Studios no Brasil, Malu Miranda, a série é uma maneira de retratar os tempos de acontecimentos históricos de forma mais leve e com humor. As gravações da série ocorreram de forma online e à distância, de modo em que alguns atores se quer se encontraram para as cenas. Foram utilizadas algumas técnicas de câmera e cenário para fazer com que as cenas pareçam ter sido gravadas presencialmente.
5X Comédia é uma adaptação da franquia teatral homônima criada por Sylvia Gardenberg. Cada episódio aborda uma história diferente mas todas tomam como ponto de partida o isolamento social causado pela pandemia de COVID-19. A cada episódio, diretores, roteiristas e atores diferentes  compõem a série.

## Resumo
| Temporada | Temporada | Episódios | Exibição             | Exibição            |
| Temporada | Temporada | Episódios | Estreia de temporada | Final de temporada  |
| --------- | --------- | --------- | -------------------- | ------------------- |
|           | 1         | 5         | 25 de março de 2021  | 25 de março de 2021 |